# Crassula arborescens
Crassula arborescens ((Mill.)Willd., 1798) è una pianta succulenta appartenente alla famiglia delle Crassulaceae, proveniente dalle Province del Capo, in Sudafrica. Inizialmente nota come Cotyledon arborescens (Mill., 1768), basionimo dell'attuale denominazione, è stata ascritta al genere Crassula trent'anni dopo per opera di Carl Ludwig Willdenow.
L'epiteto specifico deriva dal latino arbor (albero) e significa "somigliante a un albero", con riferimento alle ragguardevoli dimensioni che questa specie può raggiungere.

## Descrizione

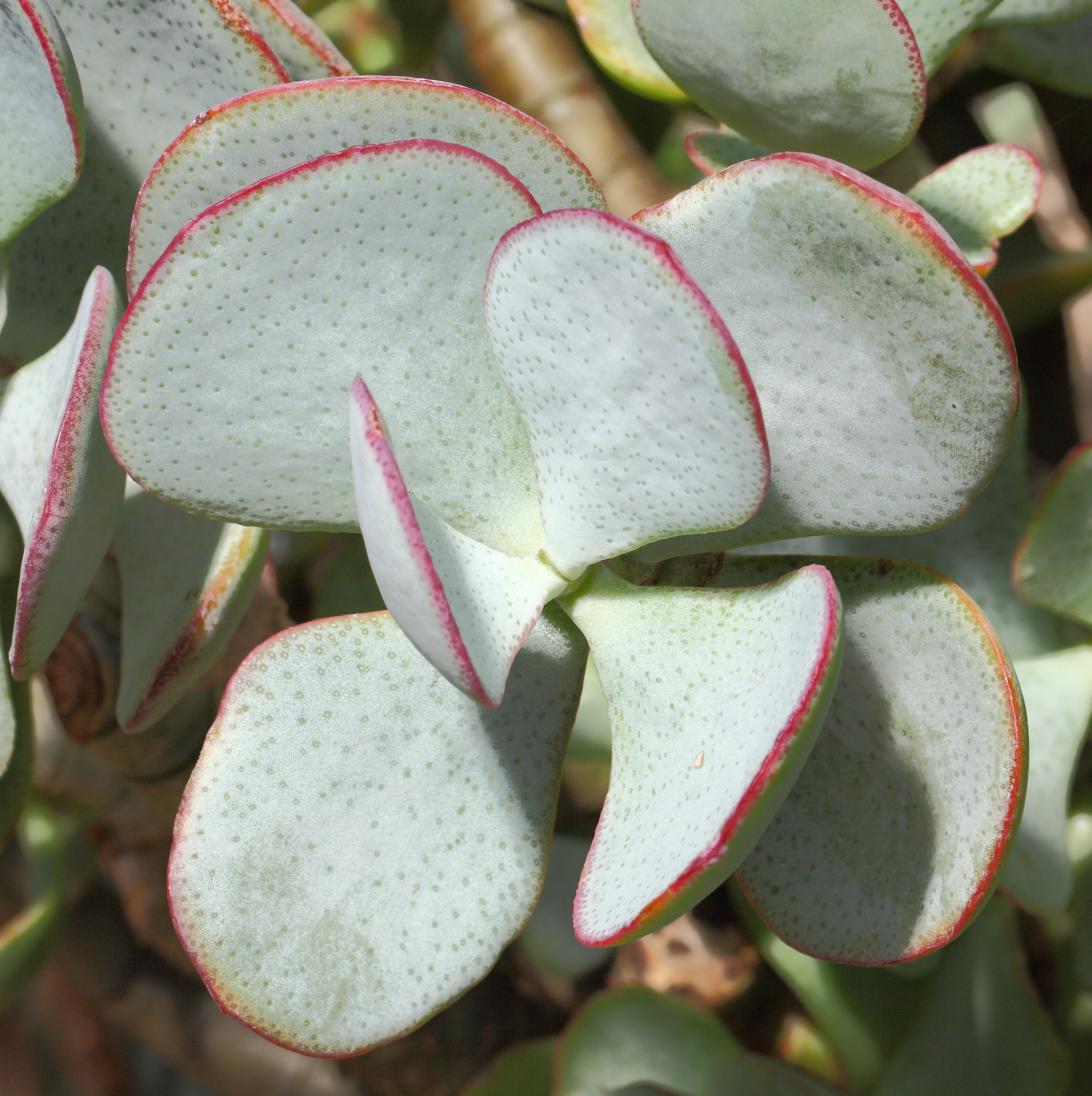
Dettaglio delle foglie di C. arborescens.

Benché il genere Crassula sia composto principalmente da specie di dimensioni contenute, C. arborescens e C. ovata sono invece in grado di raggiungere dimensioni tali da essere classificati come alberi. C. arborescens difatti può crescere fino ad un'altezza di quasi 3 metri, assumendo l'aspetto di un piccolo albero. Il fusto, che può misurare oltre 20 centimetri di diametro, è spesso e carnoso, fittamente ramificato e di colore grigio-verde, dall'aspetto lucente.
Le foglie, lunghe circa 7 cm e larghe 2 cm, sono sessili, carnose e di forma da ellittica ad ellittico-lanceolata. Hanno le estremità arrotondate e sono unite alla pianta attraverso un picciolo molto corto, se non assente. Di colore verde-argentato, presentano un margine intero solitamente bordato di rosso.
Le infiorescenze a tirso si sviluppano in posizione terminale, sono fittamente ramificate e si sviluppano tra ottobre e dicembre, durante il periodo primaverile-estivo. I fiori, a forma di stella, sono di colore bianco-rosato e misurano 1–2 cm di diametro.
I frutti sono dei folliceti, lunghi circa 6 mm e di forma ovale, composti da 3-5 follicoli ciascuno. In genere, anche una volta essiccati, restano uniti alla pianta ed i semi, di piccole dimensioni, saranno poi dispersi dal vento.

## Distribuzione e habitat
C. arborescens è una specie endemica della Provincia del Capo Occidentale e, più nello specifico, proveniente dai rilievi compresi tra le città di Worcester e di Prince Albert. Esiste anche una popolazione isolata, localizzata più a nord dell'areale principale, che cresce sulle colline nei pressi della città di Vanrhynsdorp, con una lacuna nella diffusione tra i due gruppi in corrispondenza del piccolo Karoo.
Cresce soprattutto su pendii rocciosi, più frequentemente se esposti a nord, e in anfratti riparati, in genere su suoli composti per la maggior parte da quarzite o arenaria.

## Sottospecie

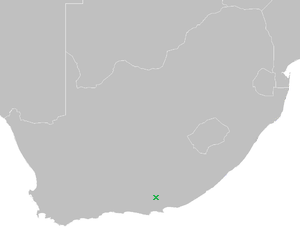
Posizione dell'unica popolazione nota di C. arborescens subsp. undulatifolia.

C. arborescens conta una sola sottospecie:
- Crassula arborescens subsp. undulatifolia (Toelken)[12][13]

Precedentemente nota come Crassula Portulacea "Blue Bird", che si riteneva essere un ibrido tra Crassula Ovata e Crassula arborescens, questa sottospecie è presente in natura in un solo kloof (gola, in afrikaans) sui versanti meridionali del monte Klein Winterhoek, nei pressi del paese di Kleinpoort. Benché il suo habitat sia limitato ad una sola località nell'ecoregione della Macchia di Albany la grande diffusione come pianta ornamentale, unita all'assenza di minacce dirette nel suo habitat, fa sì che non sia considerata una specie minacciata, nonostante la sua rarità in habitat.
Principale differenza con la specie principale sono le foglie dalla caratteristica forma ondulata che le hanno dato il nome. Inoltre presenta dei fiori di dimensioni leggermente superiori.
La pianta in sé viene talvolta indicata come Crassula arborescens subsp. arborescens.

## Coltivazione
C. arborescens predilige terreni ben drenati, di torba mista a sabbia, e una posizione molto luminosa. Meglio usare vasi in terracotta che diminuiscono il rischio di eccessiva umidità, oltre che discretamente larghi, data la tendenza delle radici a svilupparsi orizzontalmente.
La pianta è originaria di aree comprese nelle USDA Hardiness Zones da 9b ad 11b, pertanto non dovrebbe essere sottoposta a lungo a temperature al di sotto dei 10 °C e comunque mai a meno di -3,9 °C. Le innaffiature andranno eseguite solo a terreno asciutto, dato che il ristagno idrico è la principale causa di morte per le piante del genere Crassula, peraltro molto resistenti ai parassiti.
La moltiplicazione può avvenire sia per seme che per talea.

## Galleria d'immagini

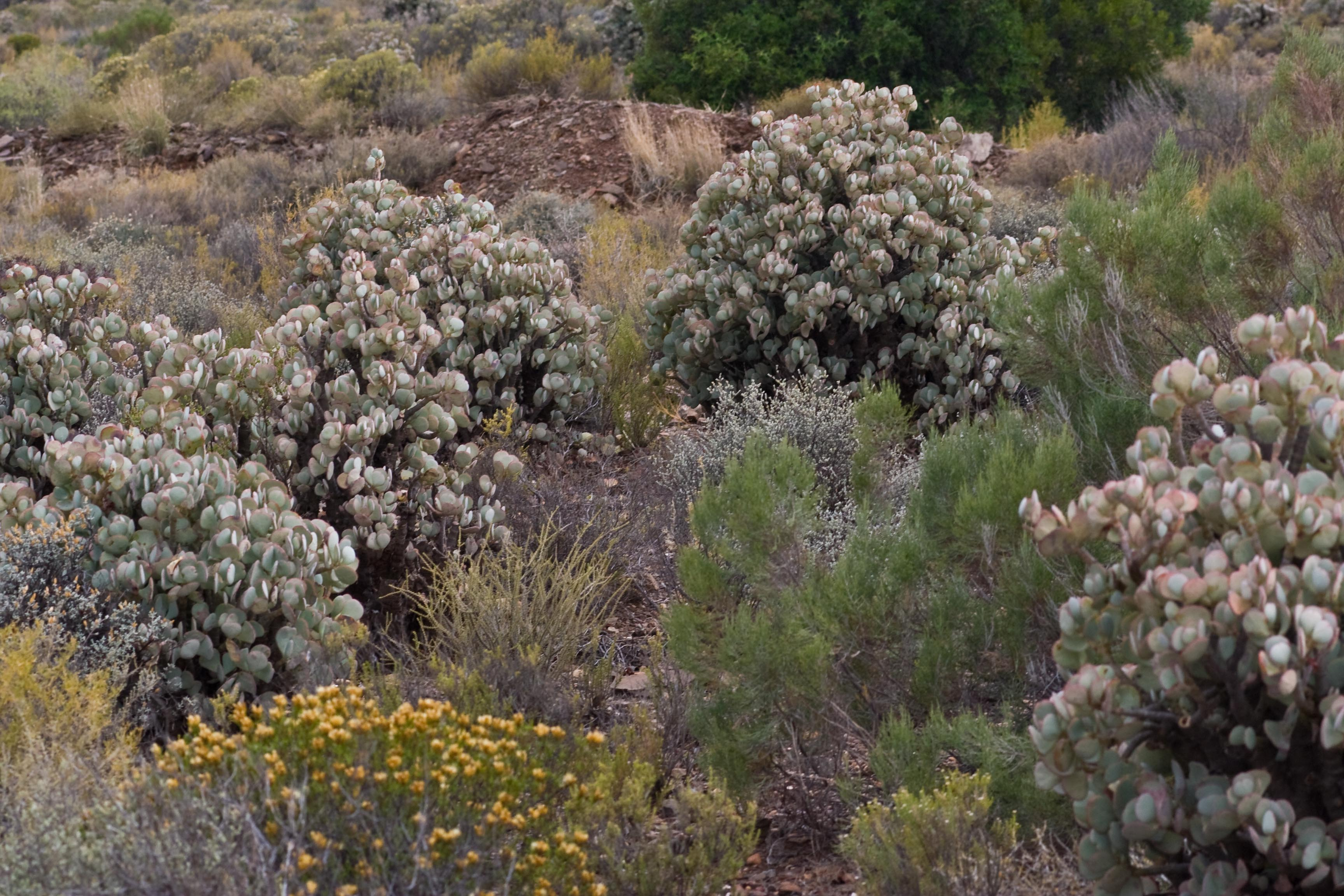
Esemplari di C. arborescens in habitat, nella Provincia del Capo Occidentale
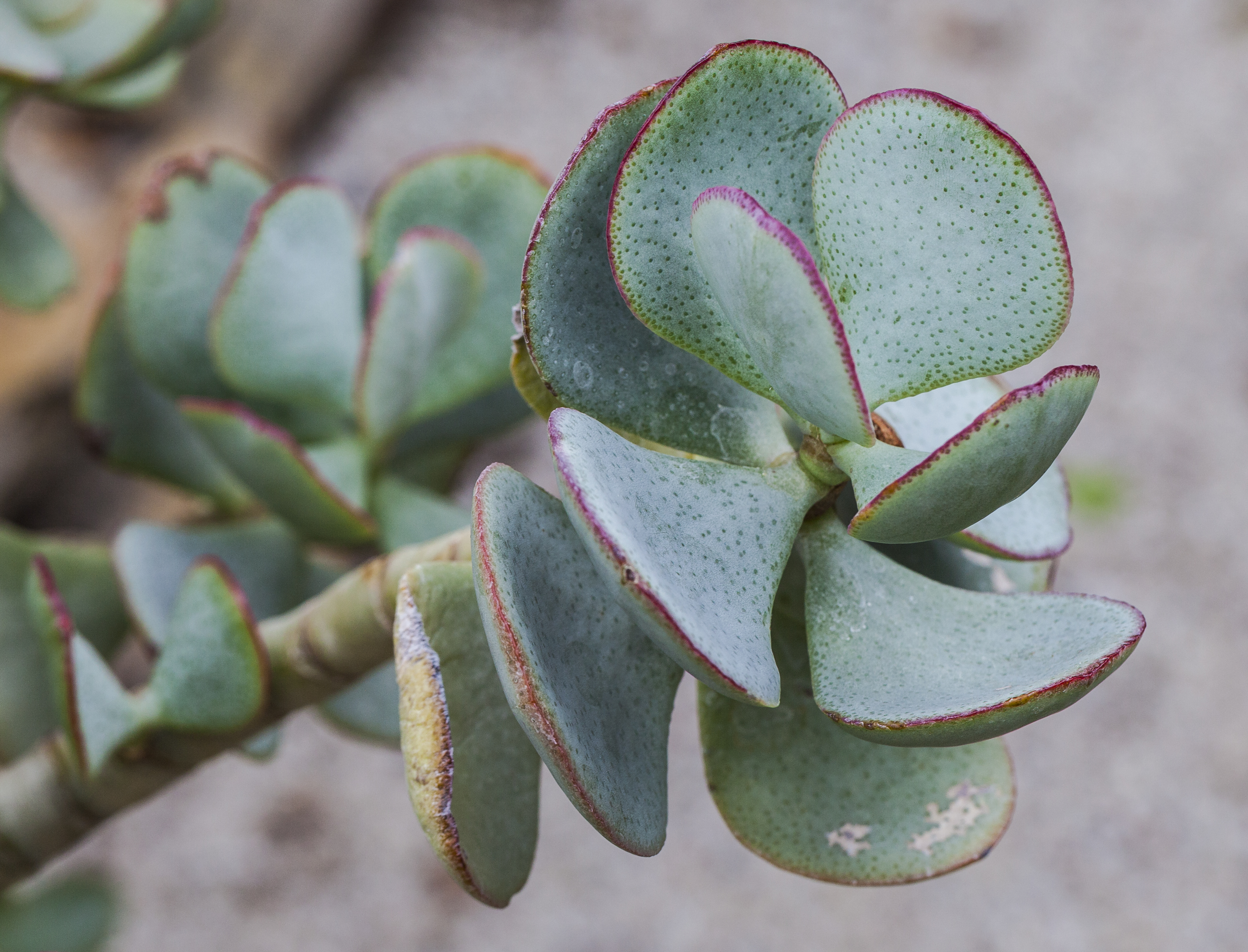
Foglie di C. arborescens
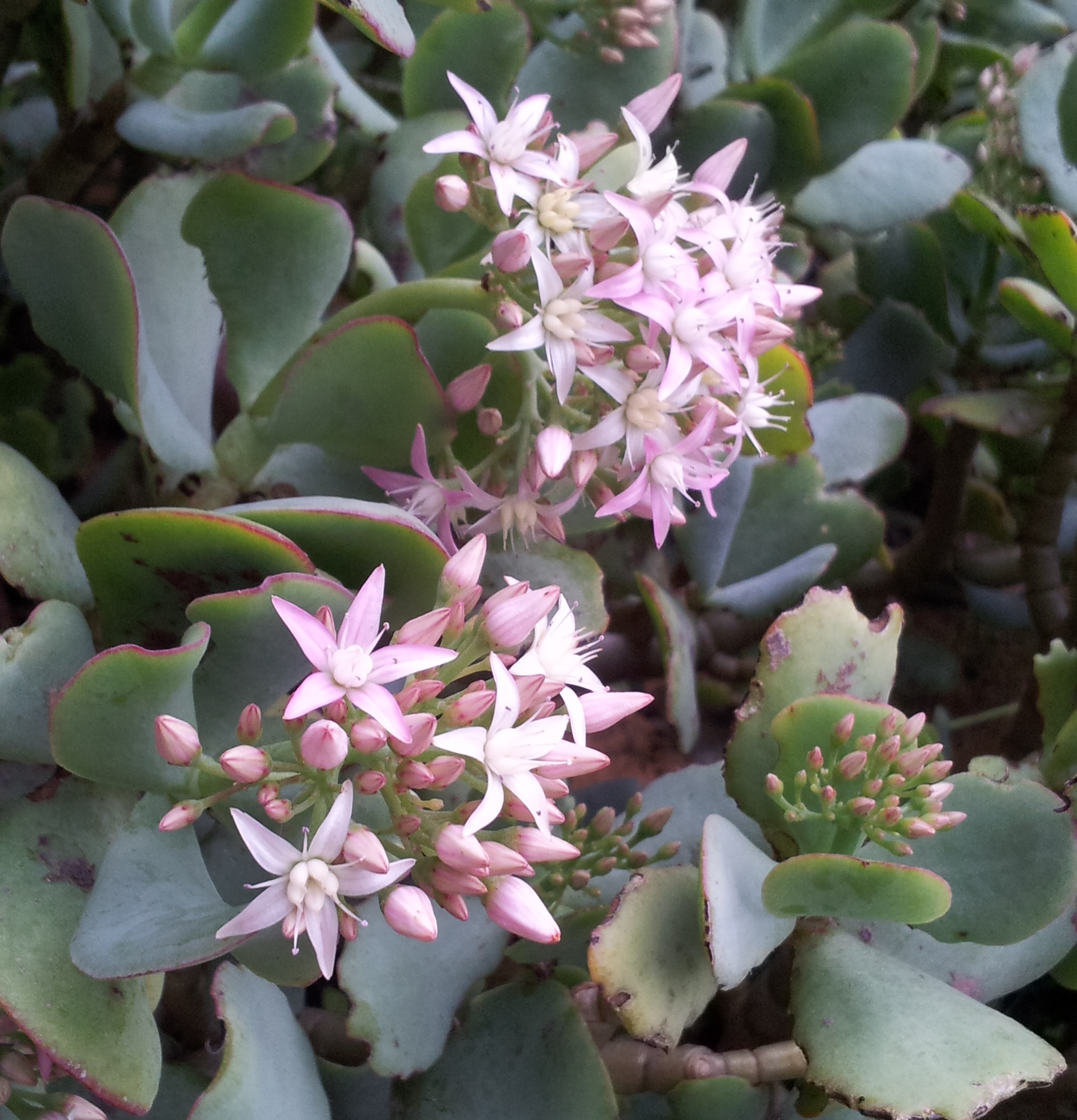
Infiorescenze di C. arborescens
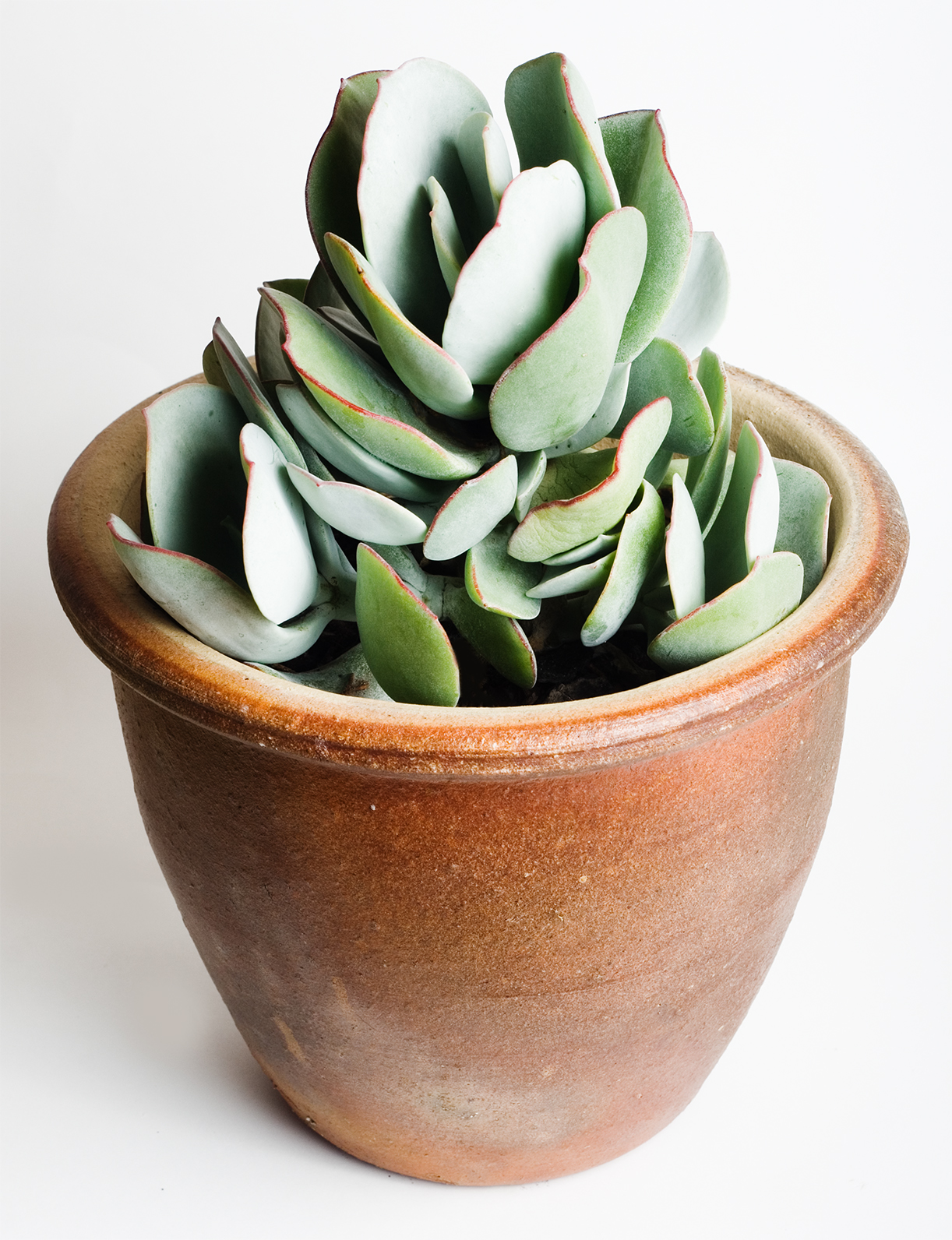
Esemplare di C. arborescens subsp. undulatifolia coltivato in vaso
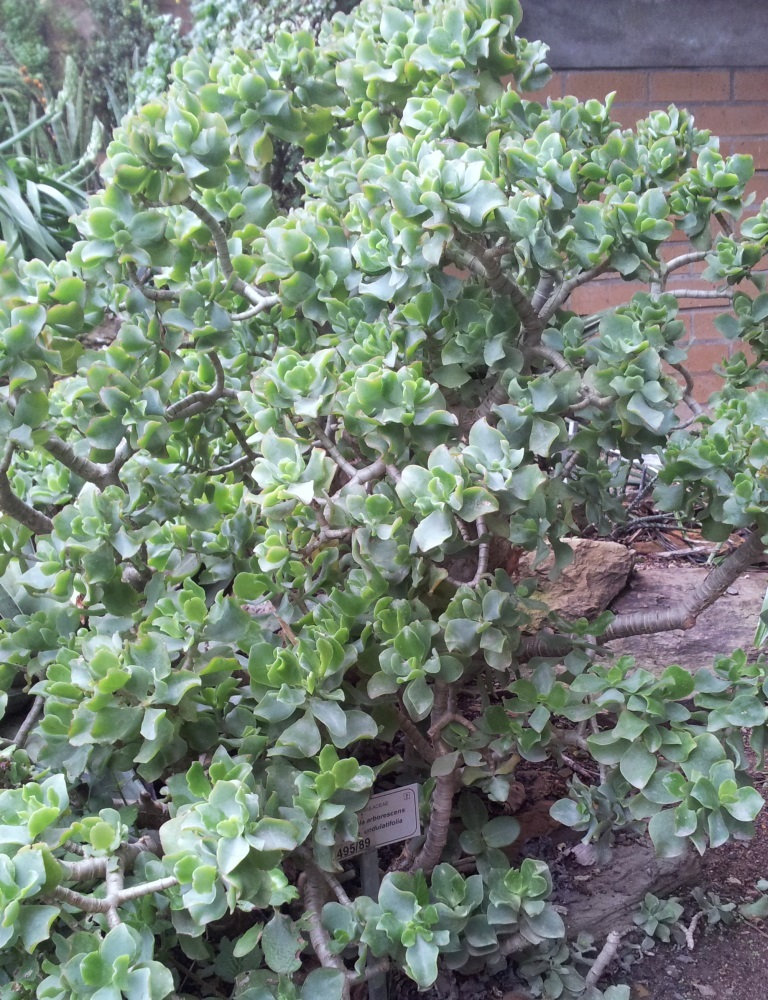
Crassula arborescens subsp. undulatifolia